# Malîi Iabluneț, Iemilciîne
Malîi Iabluneț (în ucraineană Малий Яблунець) este un sat în comuna Velîkîi Iabluneț din raionul Iemilciîne, regiunea Jîtomîr, Ucraina.

## Demografie
Componența lingvistică a localității Malîi Iabluneț
     Ucraineană (99,5%)
     Alte limbi (0,5%)
Conform recensământului din 2001, majoritatea populației localității Malîi Iabluneț era vorbitoare de ucraineană (99,5%), existând în minoritate și vorbitori de alte limbi.